# Escola Port

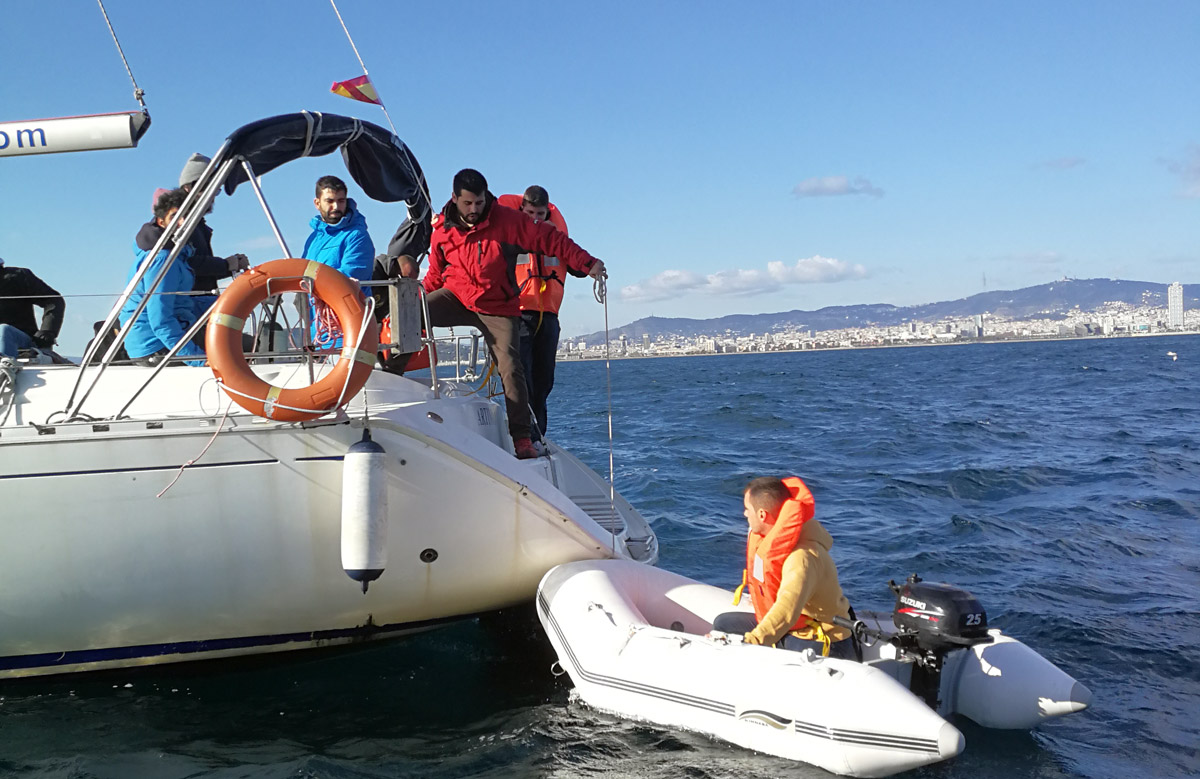
Pràctiques de Formació Bàsica en Seguretat al Mar

Escola Port és una institució d'ensenyament nàutic situada a la Vila Olímpica de Barcelona que imparteix titulacions de l'àmbit de la nàutica d'esbarjo i professional, a la vegada que ofereix múltiples serveis d'assessoria de propietaris d'embarcacions, lloguer d'amarratges i activitats nàutiques. L'Escola està dirigida per en Rodrigo Andrade, antic campió del món de Vela del 1978 i 1979.
Escola Port és una entitat que ha estat escollida per acostar a la població local a la Copa Amèrica 2024 de vela celebrada a Barcelona. L'escola ha estat seleccionada per Turisme de Barcelona per transmetre valors de conservació de la biodiversitat del mar.

## Història

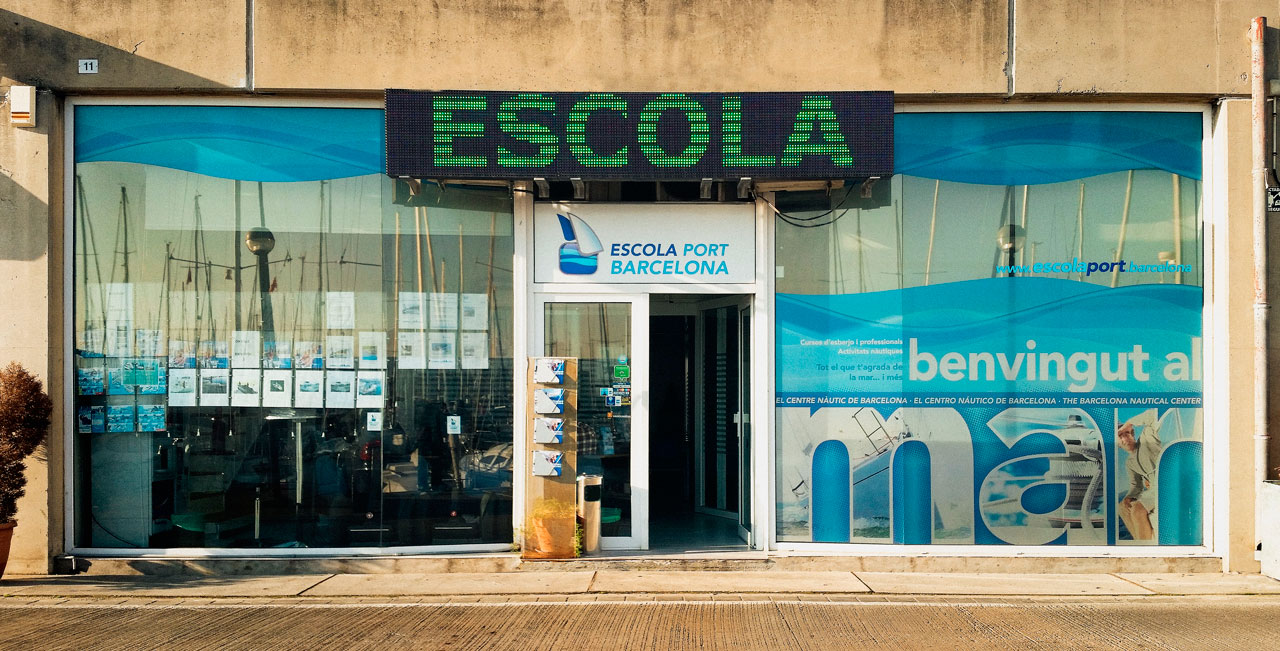
Centre d'Escola Port al Port Olímpic dedicat als cursos d'esbarjo.

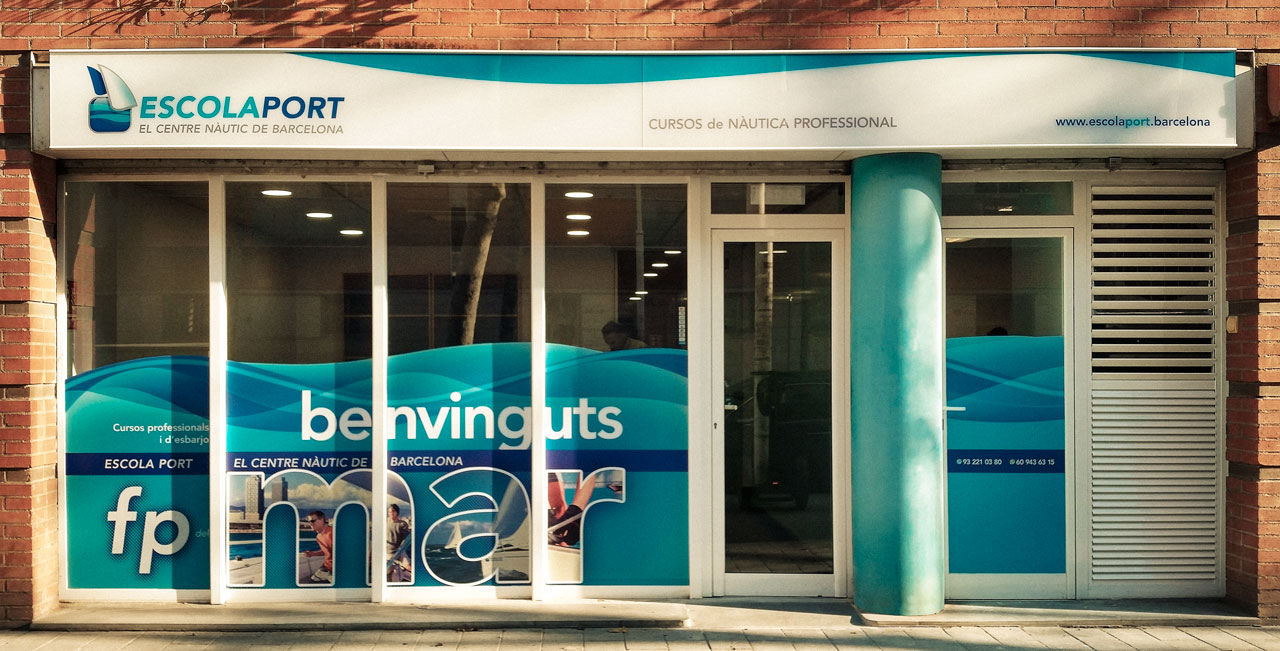
Centre d'Escola Port FP del Mar al carrer Dr. Trueta dedicat als cursos professionals.

Inicialment establerta a Badalona el 2006, es va traslladar al Port Olímpic. Del 2012 al 2016 va anomenar-se Escola Port Barcelona per bé que aquesta darrera part del nom la va perdre per poder impartir cursos en altres espais de Catalunya. Fou també en aquest moment que l'Escola va obtenir la certificació ISO 9001 i va obrir el segon centre a la Vila Olímpica dedicat a la nàutica professional.
Un aspecte característic d'Escola Port és que presta especial atenció als espais integrats amb la ciutat i ben comunicats amb la sortida al mar, per poder realitzar en el mateix punt aprenentatge de tipus teòric com pràctic. A diferència d'altres escoles, ofereix l'itinerari que permet complementar els títols d'esbarjo amb els títols professionals per dedicar-s'hi com a ofici. Aquest és un valor que vol transmetre i motiva especialment el seu fundador, el gallec Rodrigo Andrade, i al seu equip de patrons i professors.
L'escola fou fundada per Rodrigo Andrade. Es va dedicar a la nàutica primer com a membre de l'equip olímpic espanyol de vela, on va desenvolupar un currículum esportiu i va obtenir nombrosos premis entre els quals destaquen el Campió del Món Vaurien del 1978 i 1979, Millor esportista nàutic espanyol al 1979 i participant amb la selecció als JJOO de Los Ángeles classe 470 a l'any 1984. Després, com a fabricant d'embarcacions a vela amb l'empresa Ronáutica. Finalment, com a fundador i director d'Escola Port, tasca que complementa com a patró de les sortides informals amb els alumnes que es realitzen cada dissabte al matí, en les quals ensenya maniobres i explica anècdotes marineres.
L'Escola té sis embarcacions: dues pneumàtiques semi-rígides (Esport i Difusión) i quatre velers (Fora Nirvis, Artimó, Aitern i Appex Cinc) la ubicació dels quals es pot revisar en temps real mitjançant el sistema d'identificació automàtica (AIS) a les webs MarineTraffic o VesselFinder.

## Nàutica d'esbarjo i nàutica professional

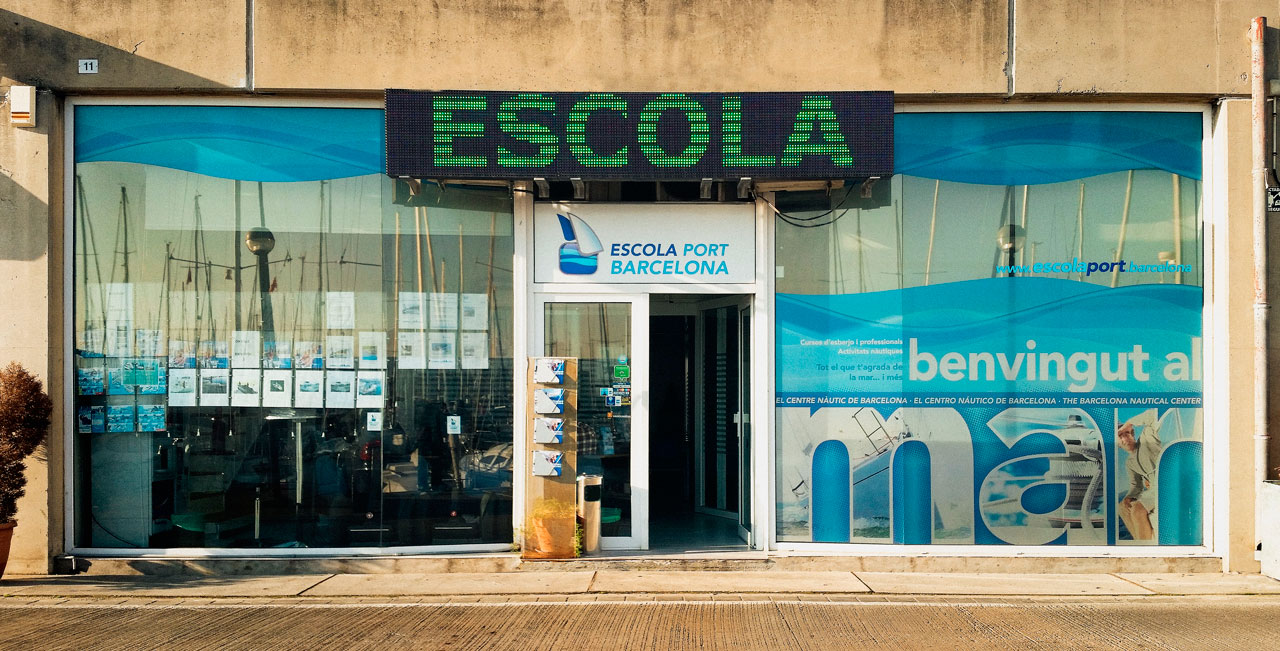
Centre d'Escola Port al Port Olímpic dedicat als cursos d'esbarjo.

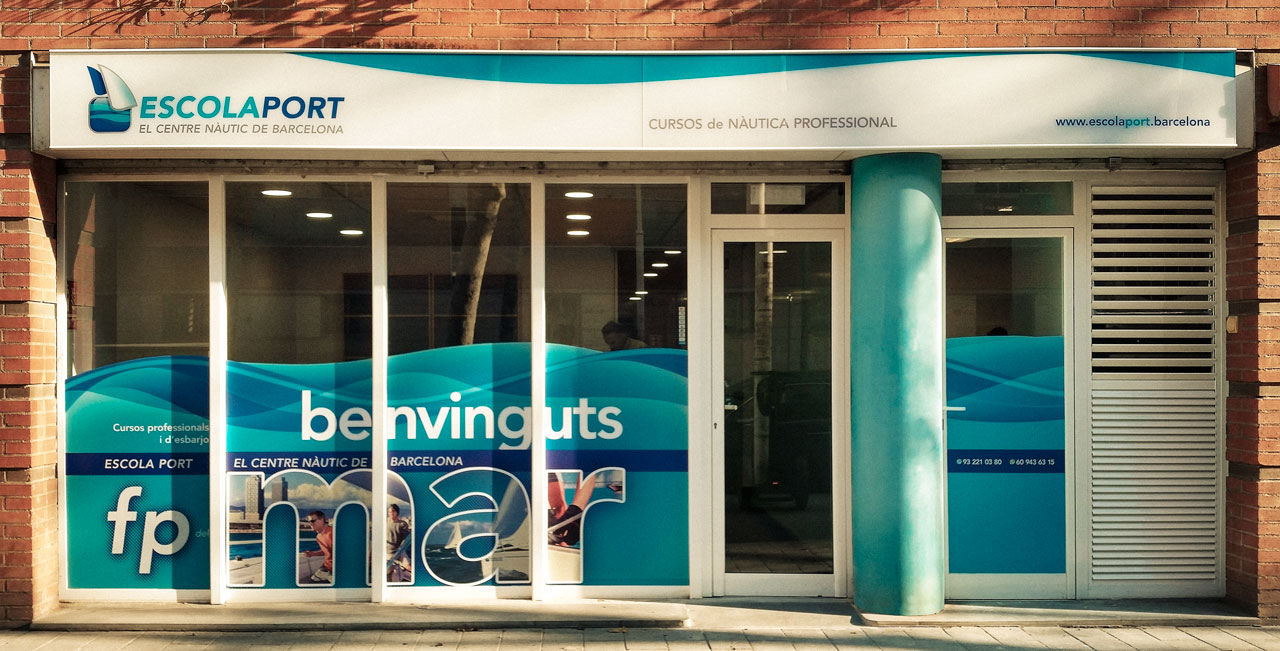
Centre d'Escola Port FP del Mar al carrer Dr. Trueta dedicat als cursos professionals.

Els cursos de nàutica es poden dividir entre esbarjo i professional. La nàutica d'esbarjo es tracta de l'itinerari de la nàutica d'esbarjo regulat per la Direcció General de la Marina Mercant i el Departament d'Agricultura, Ramaderia, Pesca i Alimentació, segons la normativa del 2014, des de la Llicència de Navegació, passant pel Patró d'Embarcacions d'Esbarjo, pràctiques de navegació a Illes Balears fins al Capità de Iot. La nàutica professional, és a dir, per dedicar-se al mar, es tracta de cursos regulats per la convenció STCW (Standards of Training, Certification and Watchkeeping for Seafarers), com el de Formació Bàsica en Seguretat al Mar, Curs Avançat Contra Incendis, entre d'altres necessaris per qualsevol professió vinculada amb el mar, sigui com a patró professional d'embarcació, patró de port, mariner o hostessa.

## Altres projectes
L'escola desenvolupa varis projectes de col·laboració que ofereixen avantatges als alumnes en l'obtenció de titulacions, com amb el Carnet Jove, Federació d'Entitats Excursionistes de Catalunya, Fundae (abans Fundació Tripartita), i el Barcelona Clúster Nàutic.
Amb la web Aula Nàutica ofereix de manera gratuïta i oberta tots els materials pedagògics (apunts i vídeos) de les titulacions d'esbarjo, per aprendre'n els conceptes i realitzar els tests necessaris per estar preparat per realitzar els exàmens. L'Aula Nàutica és totalment oberta a tothom que s'hi vulgui registrar i compta amb usuaris d'arreu que es treuen els títols per lliure.